# Улла Левен
Улла Маргарета Левен (швед. Ulla Margareta Löfvén; нар. 29 травня 1951, Стора-Мальм, Катріненгольм, Седерманланд, Швеція) — шведська політична діячка, членкиня Соціал-демократичної партії, дружина прем'єр-міністра Швеції Стефана Левена.

## Життєпис
Народилася 29 травня 1951 року в Стур-Мальмі, комуна Катріненгольм, лен Седерманланд.
Протягом кількох років працювала в стокгольмському муніципалітеті. До січня 2012 року, коли її чоловіка обрали головою Соціал-демократичної партії, Улла Левен працювала в адміністрації партійного району «S» у Стокгольмі та помічницею секретаря партії Карін Ємтін, відповідаючи за зв'язки з церквою.

## Особисте життя
1992 року, будучи у шлюбі і маючи двох дітей, під час роботи представницею місцевого відділення в профспілці компанії «Hägglunds & Söner», познайомилася зі зварником Стефаном Левеном. Через деякий час розлучилася і в листопаді 2003 року одружилася з Левеном. Дітей у них немає.